# 波纳济列沃
波纳济列沃（羅馬化：Ponazyrevo）是俄罗斯科斯特罗马州的市级镇、波纳济列沃区行政中心，位于伏尔加河流域内韦特卢加河一支流涅亚河（Нея）畔，地处科斯特罗马州东部，在州府科斯特罗马东北方，靠近该州与基洛夫州的州界。
该地2021年人口有4,239人；2010年人口4,840；2002年人口4,988；1989年人口5,621。